# Giulio Ciccone
Giulio Ciccone (* 20. prosince 1994) je italský profesionální silniční cyklista jezdící za UCI WorldTeam Lidl–Trek. Zúčastnil se silničního závodu na Letních olympijských hrách 2020.

## Kariéra

### Bardiani–CSF (2016–2018)
Ciccone byl jmenován na startovní listině Gira d'Italia 2016, kde se mu podařilo vyhrát 10. etapu po sólovém nástupu z úniku. Na Giru d'Italia 2018 posbíral dostatek bodů na to, aby se umístil druhý ve vrchařské soutěži za Chrisem Froomem. V roce 2018 pak Ciccone vyhrál jednodenní závod Giro dell'Appennino a získal celkové 2. místo na úvodním ročníku Adriatica Ionica Race.

### Trek–Segafredo (2019–)
Po třech letech s týmem Bardiani–CSF se před sezónou 2019 Ciccone přesunul do týmu Trek–Segafredo, s nímž podepsal dvouletý kontrakt. Na Giru d'Italia 2019 Ciccone vedl vrchařskou soutěž celý závod až na jednu etapu, díky čemuž tuto klasifikaci vyhrál s velkým náskokem na druhého Fausta Masnadu. Závod dokončil na celkovém 16. místě a vyhrál 16. etapu s cílem na Ponte di Legno před druhým Janem Hirtem. V červenci byl poté Ciccone jmenován na startovní listině Tour de France 2019. V šesté etapě s cílem na Planině krásných dívek se dostal do úniku, jenž dostal šanci bojovat o etapové vítězství. Ciccone sice v posledních metrech stoupání odpadl, ale i tak byl schopen převzít žlutý dres lídra závodu po Julianu Alaphilippovi. Závod vedl 2 dny, dokud v osmé etapě Alaphilippe nezískal zpět 20 sekund v cíli v Saint-Étienne. Také byl 4 dny lídrem soutěže mladých jezdců. Závod dokončil na celkovém 31. místě a na 6. příčce mezi mladými závodníky.
V květnu 2022 byl jmenován na startovní listině Gira d'Italia. Zde se mu podařilo vyhrát 15. etapu po sólovém nástupu na závěrečném stoupání dne do Cogne, minutu a 31 sekund před druhým Santiagem Buitragem.

## Hlavní výsledky
2014
vítěz Trofeo Rigoberto Lamonica
5. místo GP Capodarco
Giro della Valle d'Aosta
6. místo celkově
 vítěz vrchařské soutěže
9. místo Gran Premio di Poggiana
2015
vítěz Bassano-Monte Grappa
Giro della Valle d'Aosta
 vítěz vrchařské soutěže
2. místo Piccolo Giro di Lombardia
4. místo Coppa Collecchio
Tour de l'Avenir
6. místo celkově
2016
Giro d'Italia
vítěz 10. etapy
5. místo Gran Premio della Costa Etruschi
Settimana Internazionale di Coppi e Bartali
6. místo celkově
2017
3. místo Pro Ötztaler 5500
Tour of Utah
6. místo celkově
vítěz 6. etapy
Kolem Rakouska
6. místo celkově
2018
vítěz Giro dell'Appennino
Okolo Slovenska
 vítěz vrchařské soutěže
Adriatica Ionica Race
2. místo celkově
7. místo Gran Premio di Lugano
Tour of the Alps
9. místo celkově
Settimana Internazionale di Coppi e Bartali
10. místo celkově
2019
Giro d'Italia
 vítěz vrchařské soutěže
vítěz 16. etapy
6. místo Trofeo Laigueglia
7. místo Coppa Ugo Agostoni
Tour du Haut Var
8. místo celkově
vítěz 2. etapy
10. místo Trofeo Serra de Tramuntana
Tour de France
lídr  po etapách 6 – 7
lídr  po etapách 6 – 9
2020
vítěz Trofeo Laigueglia
5. místo Il Lombardia
8. místo Giro dell'Emilia
9. místo Gran Piemonte
2021
Route d'Occitanie
5. místo celkově
5. místo Trofeo Laigueglia
6. místo Circuito de Getxo
2022
Giro d'Italia
vítěz 15. etapy
7. místo Japan Cup
Volta a la Comunitat Valenciana
8. místo celkově
8. místo Trofeo Laigueglia
Tirreno–Adriatico
10. místo celkově
2023
Critérium du Dauphiné
 vítěz vrchařské soutěže
vítěz 8. etapy
Tour de France
 vítěz vrchařské soutěže
 cena bojovnosti po 14. etapě
Volta a la Comunitat Valenciana
2. místo celkově
 vítěz bodovací soutěže
vítěz 2. etapy
Tirreno–Adriatico
5. místo celkově
5. místo Valonský šíp
Volta a Catalunya
7. místo celkově
vítěz 2. etapy
8. místo Giro dell'Emilia
2024
3. místo Il Lombardia
Critérium du Dauphiné
8. místo celkově

### Výsledky na etapových závodech
| Výsledky na Grand Tours        |      |      |      |      |      |      |      |      |      |
| Grand Tour                     | 2016 | 2017 | 2018 | 2019 | 2020 | 2021 | 2022 | 2023 | 2024 |
| Giro d'Italia                  | DNF  | 95   | 40   | 16   | DNF  | DNF  | 25   | —    | —    |
| Tour de France                 | —    | —    | —    | 31   | —    | —    | 59   | 32   | 11   |
| Vuelta a España                | —    | —    | —    | —    | —    | DNF  | —    | —    | DNF  |
| Výsledky na etapových závodech |      |      |      |      |      |      |      |      |      |
| Závod                          | 2016 | 2017 | 2018 | 2019 | 2020 | 2021 | 2022 | 2023 | 2024 |
| Paříž–Nice                     | —    | —    | —    | 37   | —    | —    | —    | —    | —    |
| Tirreno–Adriatico              | —    | —    | —    | —    | —    | 26   | 10   | 5    | —    |
| Volta a Catalunya              | —    | —    | —    | 29   | NS   | DNF  | 21   | 7    | —    |
| Kolem Baskicka                 | —    | —    | —    | —    | NS   | —    | —    | —    | —    |
| Tour de Romandie               | —    | —    | —    | —    | NS   | —    | —    | —    | 34   |
| Critérium du Dauphiné          | —    | —    | —    | —    | —    | —    | —    | 11   | 8    |
| Tour de Suisse                 | —    | —    | —    | —    | NS   | —    | —    | —    |      |

| —   | Nezúčastnil se |
| DNF | Nedokončil     |
| NS  | Nekonalo se    |
| JS  | Jede se        |